# Rückenkreis
Der Rückenkreis ist ein eher unspektakuläres, dafür aber sehr anspruchsvolles Kunstflugmanöver. Es handelt sich dabei um eine Wettbewerbsfigur, die Teil des Aresti-Katalogs ist.
Die Figur selbst ist ein auf dem Rücken geflogener 360° Kreis mit gleichbleibendem Radius. Die Figur ist deshalb so anspruchsvoll, weil sich ein Flugzeug im Rückenflug stets instabiler verhält als in normaler Fluglage. Beim Rückenkreis ist es sehr viel schwieriger, Geschwindigkeit und Radius beizubehalten, da man ständig „gegenhalten“ muss.

## Ausführung
Um die Figur einzuleiten, muss sich das Flugzeug im Rückenflug befinden. Anschließend wird der Rückenkreis mit ca. 60° Schräglage eingeleitet. Die Richtung, in die das Seitenruder getreten wird, bestimmt die Drehrichtung. Das Querruder wird hierbei im Rückenflug gegenseitig ausgeschlagen (Am besten vorstellen kann man sich dies vielleicht, wenn man sich den Steuerknüppel als Verlängerung in „Richtung Himmel“ aus dem Flugzeug heraus vorstellt: dort wird dann der Knüppel wieder in die Richtung geführt, in die das Flugzeug drehen soll.) 
Beim Ausleiten der Figur wird das Flugzeug durch Ausschlag von gegen Seiten- und Querruder in den Geradeausflug zurückgebracht.